# Paul-Louis Germinet
Paul-Louis Germinet (Paris, 15 septembre 1846 - Paris, 1er février 1914) est un officier de marine français.

## Biographie
Il entre à l'École navale en octobre 1862 et en sort aspirant de 1re classe en octobre 1865. Il sert alors sur la Thémis à la division des Antilles et prend part aux opérations du Mexique.
Enseigne de vaisseau (octobre 1867), il devient en 1868 chef de quart sur la batterie cuirassée Onondaga à Brest puis passe en 1869 sur l' Isère en Méditerranée.
Pendant la guerre de 1870, il sert à terre comme lieutenant au 1er régiment de marins à l'armée de la Loire. Il passe ensuite sur une canonnière de la Seine et participe aux luttes contre la Commune pendant lesquelles il est blessé.
Il séjourne à la majorité de Cherbourg puis est sur la Résolue dans le Pacifique (1873) avant d'être mis à pied pour indiscipline. Nommé sur le D'Assas à la division d'Indochine (1875), il est promu lieutenant de vaisseau en décembre.
Élève de l’École des défenses sous-marines (1878), il devient officier torpilleur sur la frégate cuirassée Savoie en escadre d'évolutions puis passe sur le croiseur Duquesne (en) où les amiraux Aube et Cloué le remarquent.
En 1880, il sert sur la Thémis dans les mers de Chine et devient en 1883 commandant de l'aviso à roues Cygne au Sénégal. En 1884, il commande le transport Romanche à la station d'Islande puis l'année suivante dans l'océan Indien.
Nommé aide de camp du préfet maritime de Lorient, il commande le Météore à la station du Levant et de la mer Rouge puis devient aide de camp du préfet maritime de Toulon (1889).
Capitaine de frégate (avril 1890), second du cuirassé Formidable en Méditerranée (1891), il commande le croiseur Wattignies en 1893 et est nommé en 1894 officier d’ordonnance du président de la République, poste qu'il occupera jusqu'en 1896.
En 1897, il commande le croiseur Pothuau en escadre du Nord puis le Protet à la division navale du Pacifique oriental (1899). En 1901, il reçoit un témoignage officiel de satisfaction pour ses qualités dans l'exercice de ses fonctions.
Promu contre-amiral en juillet 1902, il devient en janvier 1903 préfet maritime de Lorient. Chef d'état-major du 2e arrondissement maritime à Brest (1904), il commande en 1905 la division de réserve en escadre de Méditerranée et en 1906 la 1re escadre lors des manœuvres navales annuelles.
Vice-amiral (septembre 1907) et commandant de l’escadre de Méditerranée, Germinet, forte personnalité, s'autorise en décembre 1908 à faire remarquer à des journalistes que la flotte n'est pas prête à une éventuelle guerre et que les munitions sont totalement insuffisantes. Il est alors relevé de son commandement malgré le soutien unanime de ses hommes.
Nommé le 15 octobre 1909 Inspecteur général des écoles et dépôts des équipages de la flotte, membre du Conseil Supérieur de la Marine (1er janvier 1911), président du Conseil permanent de perfectionnement des écoles de la Marine, il est admis en 2e section en novembre 1911 et meurt à Paris le 1er février 1914. Il est inhumé au cimetière du Père-Lachaise (24e division, 1re ligne), à Paris.

## Récompenses et distinctions
- Chevalier (6 juin 1871), Officier (12 juillet 1893), Commandeur (13 juillet 1906) puis Grand officier de la Légion d'honneur (29 décembre 1910).